# Mont Juic
Mont Juic, suite di danze catalane per orchestra (muɲʒuˈik), fu scritta congiuntamente da Lennox Berkeley e Benjamin Britten nel 1937. Chiamata così da Montjuïc, è stato pubblicato come Op. 9 di Berkeley e Op. 12 di Britten.

## Storia
Berkeley e Britten parteciparono entrambi al Festival della Società Internazionale di Musica Contemporanea (ISCM) a Barcellona, in Spagna nel 1936. Berkeley viveva all'estero da alcuni anni e non aveva mai incontrato Britten in precedenza. Ben presto divennero amici intimi. Era presente anche un altro amico di Berkeley, Peter Burra, che divenne anch'egli amico di Britten.
Al Festival Britten accompagnò il violinista Antonio Brosa nella prima esecuzione della sua Suite per violino e pianoforte Op. 6. Il momento clou del Festival, a cui parteciparono Britten, Berkeley e Burra, fu la prima mondiale postuma del Concerto per violino di Alban Berg "Alla memoria di un angelo", eseguita domenica 19 aprile con il solista Louis Krasner, sotto il direttore Hermann Scherchen.
Il giorno successivo il trio visitò Montjuïc, la collina che domina il paesaggio di Barcellona. Mercoledì 22 aprile parteciparono a un Festival di danza popolare nell'area espositiva di Montjuïc, dove ascoltarono varie melodie popolari catalane. Più tardi quel giorno Berkeley e Britten annotarono alcune delle melodie in un café di Barcellona.
L'anno successivo, tornati in Inghilterra, decisero di scrivere insieme una suite orchestrale basata su alcune delle melodie di danza che avevano sentito a Montjuïc. La chiamarono semplicemente Mont Juic e la dedicarono "In memoria di Peter Burra", ucciso in un incidente aereo nell'aprile 1937. L'opera fu scritta tra il 6 aprile e il 12 dicembre 1937.

## Strumentazione
La strumentazione è composta da: due flauti (uno anche ottavino), due oboi, due clarinetti in si bemolle, sassofono contralto (ad lib.), sassofono tenore (ad lib.), due fagotti (uno anche controfagotto), quattro corni, due trombe in si bemolle, tre tromboni, tuba, timpani, glockenspiel, xilofono, piatti, grancassa, tamburo tenore, rullante, triangolo, tamburello, tam-tam, arpa e archi.

## Movimenti
La suite ha quattro movimenti:
1. Andante maestoso
2. Allegro grazioso
3. Lament: Andante moderato ("Barcelona, July 1936")[4]
4. Allegro molto

I due compositori scelsero di non rivelare chi avesse scritto le varie parti della musica. Il manoscritto che Benjamin Britten presentò all'editore era scritto interamente di sua mano. Nel 1980, tuttavia, Lennox Berkeley rivelò a Peter Dickinson di aver scritto i primi due pezzi e Britten gli ultimi due, anche se avevano collaborato all'orchestrazione, alla forma e ad altri dettagli.

## Omaggio alla Catalogna
Mentre l'opera veniva scritta era scoppiata la guerra civile spagnola e il terzo movimento Lament (in do minore) fu scritto come tributo alla regione della Catalogna. Include un sassofono contralto solista ed è basato sulla sardana. È sottotitolato "Barcellona, luglio 1936", un chiaro riferimento alla guerra civile scoppiata il 18 luglio.

## Prima esecuzione
La prima esecuzione dell'opera fu in una trasmissione radiofonica della BBC l'8 gennaio 1938, dalla BBC Symphony Orchestra diretta da Joseph Lewis.
Dopo lo spettacolo Berkeley scrisse a Britten, dicendo che "devo dire che ho pensato che i tuoi due pezzi fossero più efficaci dei miei". Berkeley disse anche a suo figlio Michael quanto fosse impressionato dalla "destrezza mozartiana di Britten nell'ottenere istantaneamente ogni sfumatura e abbellimento sulla carta in modo tale che, tornato in Inghilterra, rimbalzasse sulla pagina piena di vita ed espressione".
Da allora Mont Juic ha avuto molte esecuzioni e numerose registrazioni.